# Acer sikkimense
Acer sikkimense — вид квіткових рослин із роду клен (Acer).

## Морфологічна характеристика
Це однодомне дерево до 20 метрів у висоту. Кора чорно-сіра. Гілочки коричневі, голі. Листки опадні: листкові ніжки 2–4 см завдовжки, голі; листова пластинка знизу блідо-зелена та з колючими волосками в пазухах жилок у молодому віці (потім ± гола), зверху темно-зелена й гола, яйцювата чи яйцювато-довгаста, 10–14 × 5–8 см, нерозділена, край цільний або майже цільний, іноді зубчастий, верхівка хвостата. Суцвіття верхівкові, китицюваті, 40–50-квіткові. Чашолистків 5, видовжено-яйцеподібні, ≈ 3 мм, верхівка тупа. Пелюсток 5, жовтувато-зелені, ≈ довжини чашолистків. Тичинок 8, голі, рудиментарні у маточкових квітках; пиляки блідо-жовті. У зрілому вигляді плоди коричневі; горішки плоскі, яйцювато-довгасті, ≈ 8 × 5 мм; крила серпоподібні, з горішком 20–25 × ≈ 8 мм, крила розправлені тупо, рідше горизонтально. Період цвітіння: березень; період плодоношення: вересень. 2n = 26.

## Поширення й екологія
Ареал: Бутан, Китай (Тибет, Юньнань), Індія, пн. М'янма, Непал, В'єтнам. Росте на висотах від 1700 до 3000 метрів. Вид зростає в змішаних лісах.

## Використання
Вид використовується через його декоративну цінність.